# Star Trek: Strategic Operations Simulator
Star Trek: Strategic Operations Simulator (スター • トレック) est un jeu de tir à la première personne sorti en 1982 sur borne d'arcade.

## Système de jeu
Star Trek propose aux joueurs des combats dans l'espace à bord de l'Enterprise. L'écran est divisé en trois parties :
- la partie supérieure gauche affiche des informations sur le vaisseau ;
- la partie supérieure droite affiche une mini-carte montrant la position des ennemis et des bases spatiales ;
- la partie inférieure affiche à la première personne l'espace, les aliens à éliminer et les bases spatiales permettant de se poser.

Le jeu propose un panel de quatre boutons, permettant de contrôler les torpilles à photons, les phaseurs, les moteurs à distorsion et les réacteurs à impulsion.
Comme Space Tactics, Star Trek est l'un des premiers jeux de tir à la première personne où l'écran se déplace entièrement pour suivre la visée du joueur.